# Акель Кларк
Акель Кайоде Кларк (англ. Akel Kayode Clarke, нар. 25 жовтня 1988, Джорджтаун) — гаянський футболіст, воротар клубу «Фрута Конкерорс». Виступав, зокрема, за клуб «Сентрал», а також національну збірну Гаяни.

## Клубна кар'єра
У дорослому футболі дебютував 2011 року виступами за команду «Гаяна Дефенс Форс», в якій провів один сезон. Протягом 2012—2014 років захищав кольори клубу «Сент-Еннс Рейнджерс». Своєю грою за останню команду привернув увагу представників тренерського штабу клубу «Сентрал», до складу якого приєднався 2014 року. Відіграв за команду зі Куви наступні три сезони своєї ігрової кар'єри. Згодом з 2017 по 2019 рік грав у складі команд «Норт-Іст Старз», «Фрута Конкерорс» та «Вокінг Бойз Кампані».
До складу клубу «Фрута Конкерорс» приєднався 2020 року. 

## Виступи за збірну
29 травня 2011 року дебютував у футболці національної збірної Гаяни в товариському матчі проти Барбадосу, вийшовши на поле в стартовому складі.
У складі збірної був учасником розіграшу Золотого кубка КОНКАКАФ 2019 року. 18 червня 2019 року вийшов на поле в поєдинку проти США.

## Досягнення

### Міжнародні
«Сентрал»
- Клубний чемпіонат Карибського футбольного союзу
  -  Чемпіон (1): 2015